# Phyllothemis eltoni
Phyllothemis eltoni – gatunek ważki z rodziny ważkowatych (Libellulidae). Występuje na terenie Azji Południowej.